# Голосемянник
Голосемянник (лат. Gymnospermium) — род травянистых растений семейства Барбарисовые (Berberidaceae).

## Описание
Многолетние травянистые растения, до 25 см высотой. Корневище клубневидное. Листья трёхраздельные, один раз или дважды тройчаторассечённые, прикорневых 1—3, стеблевых (верхушечных) 1—2.
Цветки обоеполые, актиноморфные, 10—15 мм в диаметре, на длинных цветоножках с прицветниками у их основания, собраны в верхушечную кисть. Околоцветник двойной. Чашечка венчиковидная, чашелистики жёлтые, кремовые или беловатые, в числе (5) 6—9. Лепестки-нектарники в числе чашелистиков, жёлтые, продолговато-клиновидные или листовидные, трёхнадрезанные. Тычинок 6, свободные, супротивные лепесткам, нити короткие, пыльники вскрываются 2 клапанами от основания до верхушки. Завязь верхняя, пестик 1, из 1 плодолистика, с (1) 2—3 (4) семязачатками на ножках; рыльце маленькое, почти сидячее.
Плод — перепончатая коробочка, 4—8 мм в диаметре, раскрывается правильными лопастями до созревания семян. Семена с плёнчатым, мясистым ариллусом, после раскрывания коробочки выставляются из неё.

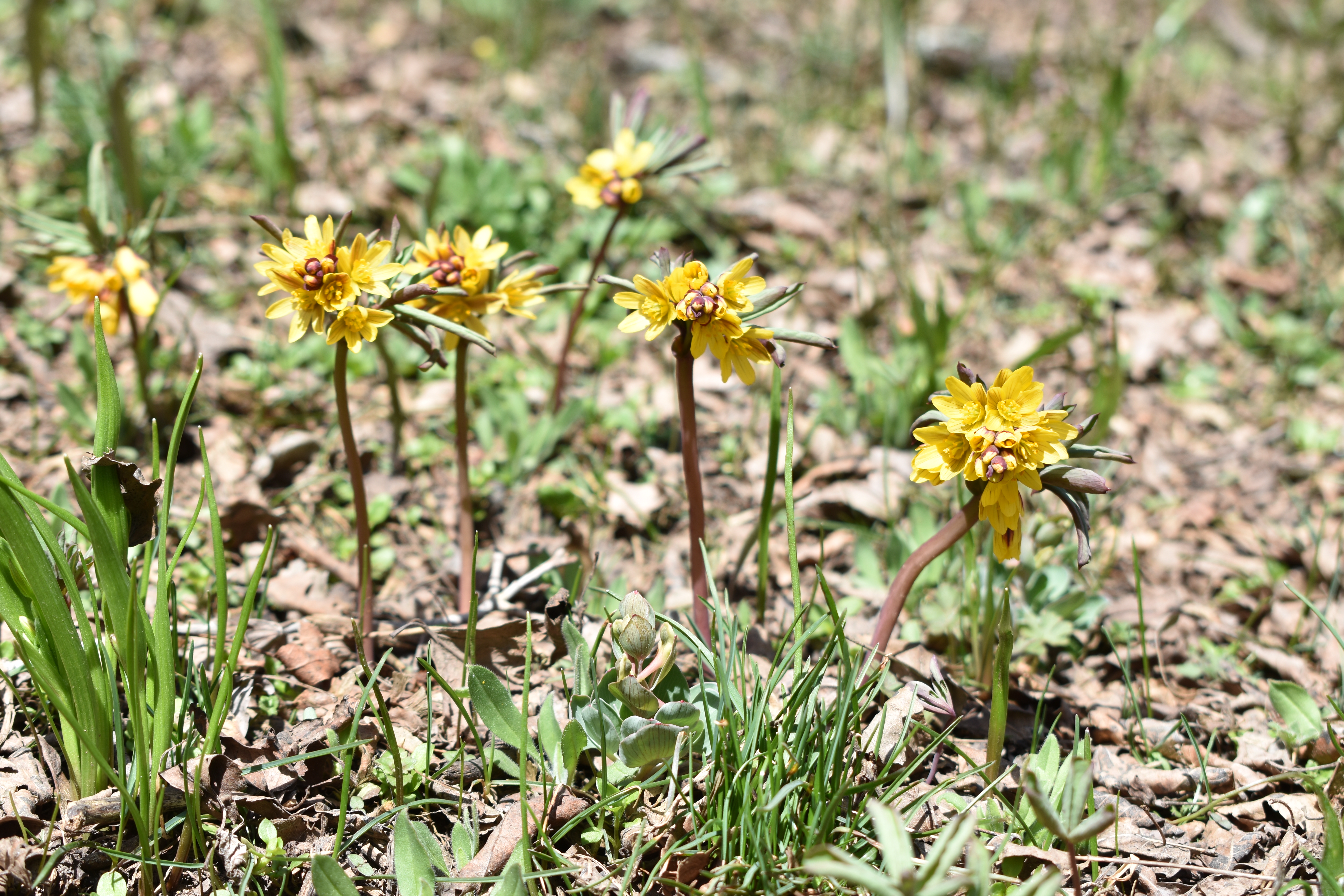
Голосемянник Альберта

## Виды
- Gymnospermium albertii (Regel) Takht. — Голосемянник Альберта
- Gymnospermium altaicum (Pall.) Spach — Голосемянник алтайскийtypus
- Gymnospermium darwasicum (Regel) Takht. — Голосемянник дарвазский
- Gymnospermium kiangnanense (P.L.Chiu) Loconte
- Gymnospermium kiangnanensis (P.L.Chiu) Loconte
- Gymnospermium maloi Kit Tan & Shuka
- Gymnospermium microrrhynchum (S.Moore) Takht.
- Gymnospermium odessanum (DC.) Takht. — Голосемянник одесский
- Gymnospermium peloponnesiacum (Phitos) Strid
- Gymnospermium scipetarum Paparisto & Qosja ex E.Mayer & Pulević
- Gymnospermium smirnovii (Trautv.) Takht. — Голосемянник Смирнова
- Gymnospermium sylvaticum (Freitag) Browicz
- Gymnospermium vitellinum M.Král